# Gert-Dietmar Klause
Gert-Dietmar Klause (ur. 25 marca 1945 w Reumtengrün) – niemiecki biegacz narciarski reprezentujący barwy NRD, srebrny medalista olimpijski oraz dwukrotny medalista mistrzostw świata.

## Kariera
Jego olimpijskim debiutem były igrzyska w Grenoble w 1968 r. W swoim najlepszym indywidualnym starcie na tych igrzyskach, w biegu na 30 km stylem klasycznym zajął 19. miejsce. Cztery lata później, na igrzyskach olimpijskich w Sapporo na tym samym dystansie zajął 8. miejsce. Swój największy indywidualny sukces w karierze osiągnął podczas igrzysk olimpijskich w Innsbrucku w 1976 r., gdzie wywalczył srebrny medal w biegu na 50 km stylem klasycznym. W biegu tym uległ jedynie Ivarowi Formo z Norwegii. Na kolejnych igrzyskach już nie startował.
W 1970 r. wziął udział w mistrzostwach świata w Wysokich Tatrach. Wraz z Gerdem Heßlerem, Axelem Lesserem i Gerhardem Grimmerem wywalczył srebrny medal w sztafecie 4 × 10 km. Ponadto na tych samych mistrzostwach zajął 4. miejsce w biegu na 15 km oraz 5. miejsce w biegu na 30 km stylem klasycznym. Startował także na mistrzostwach świata w Falun w 1974 r. Wspólnie z Gerdem Heßlerem, Dieterem Meinelem i Gerhardem Grimmerem zdobył złoty medal w sztafecie. Zajął także 8. miejsce w biegu na 15 km stylem klasycznym.
W 1975 r. został pierwszym zawodnikiem spoza Skandynawii oraz pierwszym i jedynym Niemcem, który wygrał szwedzki maraton narciarski Vasaloppet. Klause 20 razy zdobywał tytuł mistrza NRD w biegach narciarskich. W 1968 r. na 15 km, 30 km oraz w sztafecie; w 1969 r. na 30 km, 50 km i w sztafecie; w 1970 i  1971 r. w sztafecie; w 1972 r. na 50 km; 1973 r. na 15 km; w 1974 i 1975 r. w sztafecie; w 1976 r. na 30 km, 50 km i w sztafecie; w 1977 r. na 15 km, 50 km i w sztafecie oraz w 1978 r. w biegu na 15 km oraz w sztafecie.

## Osiągnięcia

### Igrzyska olimpijskie
| Miejsce | Dzień     | Rok  | Miejscowość | Konkurencja             | Czas biegu | Strata   | Zwycięzca            |
| ------- | --------- | ---- | ----------- | ----------------------- | ---------- | -------- | -------------------- |
| 19.     | 7 lutego  | 1968 | Grenoble    | 30 km stylem klasycznym | 1:35:39,2  | +3:51,3  | Franco Nones         |
| 33.     | 10 lutego | 1968 | Grenoble    | 15 km stylem klasycznym | 47:54,2    | +3:57,4  | Harald Grønningen    |
| 7.      | 14 lutego | 1968 | Grenoble    | Sztafeta 4 × 10 km      | 2:08:33,5  | +10:49,3 | Norwegia             |
| 25.     | 17 lutego | 1968 | Grenoble    | 50 km stylem klasycznym | 2:28:45,8  | +8:06,7  | Ole Ellefsæter       |
| 8.      | 4 lutego  | 1972 | Sapporo     | 30 km stylem klasycznym | 1:36:31,15 | +2:44,39 | Wiaczesław Wiedienin |
| 13.     | 7 lutego  | 1972 | Sapporo     | 15 km stylem klasycznym | 45:28,24   | +1:06,16 | Sven-Åke Lundbäck    |
| 9.      | 10 lutego | 1972 | Sapporo     | 50 km stylem klasycznym | 2:43:14,75 | +3:02,68 | Pål Tyldum           |
| 6.      | 13 lutego | 1972 | Sapporo     | Sztafeta 4 × 10 km      | 2:04:47,94 | +5:15,79 | ZSRR                 |
| 6.      | 5 lutego  | 1976 | Innsbruck   | 30 km stylem klasycznym | 1:30:29,38 | +1:31,53 | Siergiej Sawieljew   |
| 9.      | 8 lutego  | 1976 | Innsbruck   | 15 km stylem klasycznym | 43:58,47   | +1:44,50 | Nikołaj Bażukow      |
| DNF     | 11 lutego | 1976 | Innsbruck   | Sztafeta 4 × 10 km      | 2:07:59,72 | -        | Finlandia            |
| 2.      | 14 lutego | 1976 | Innsbruck   | 50 km stylem klasycznym | 2:37:30,05 | +43,16   | Ivar Formo           |

### Mistrzostwa świata
| Miejsce | Dzień     | Rok  | Miejscowość   | Konkurencja             | Czas biegu | Strata    | Zwycięzca            |
| ------- | --------- | ---- | ------------- | ----------------------- | ---------- | --------- | -------------------- |
| 5.      | 15 lutego | 1970 | Wysokie Tatry | 30 km stylem klasycznym | 1:39:48,01 | +1:44,98  | Wiaczesław Wiedienin |
| 4.      | 17 lutego | 1970 | Wysokie Tatry | 15 km stylem klasycznym | 47:04,71   | +45,65    | Lars-Göran Åslund    |
| 2.      | 19 lutego | 1970 | Wysokie Tatry | Sztafeta 4 × 10 km      | 2:06:36,47 | +14,12    | ZSRR                 |
| 11.     | 17 lutego | 1974 | Falun         | 30 km stylem klasycznym | 1:33:41,60 | +2:42,40  | Thomas Magnuson      |
| 8.      | 20 lutego | 1974 | Falun         | 15 km stylem klasycznym | 41:39,10   | +36,48    | Magne Myrmo          |
| 1.      | 21 lutego | 1974 | Falun         | Sztafeta 4 × 10 km      | 2:03:15,85 | -         | -                    |
| 20.     | 19 lutego | 1978 | Lahti         | 30 km stylem klasycznym | 1:32:56,00 | +4:50,50  | Siergiej Sawieljew   |
| 29.     | 21 lutego | 1978 | Lahti         | 15 km stylem klasycznym | 49:09,37   | +2:20,86  | Józef Łuszczek       |
| 8.      | 23 lutego | 1978 | Lahti         | Sztafeta 4 × 10 km      | 2:05:17,63 | +3:52,91  | Szwecja              |
| 25.     | 26 lutego | 1978 | Lahti         | 50 km stylem klasycznym | 2:46:43,06 | +11:34,24 | Sven-Åke Lundbäck    |

### Puchar Świata
W sezonach 1973/1974 - 1980/1981 Puchar Świata rozgrywany był nieoficjalnie.

#### Miejsca w klasyfikacji generalnej
- sezon 1973/1974: 12.
- sezon 1974/1975: 20.
- sezon 1975/1976: 5.
- sezon 1976/1977: 6.
- sezon 1977/1978: 22.

#### Miejsca na podium
1. Kastelruth – 9 stycznia 1974 (30 km) – 1. miejsce
2. Kastelruth – 8 stycznia 1975 (30 km) – 3. miejsce
3. Kastelruth – 6 stycznia 1976  (30 km) – 1. miejsce
4. Reit im Winkl – 17 stycznia 1976 (15 km) – 2. miejsce
5. Innsbruck – 14 lutego 1976 (50 km) – 2. miejsce
6. Reit im Winkl – 15 stycznia 1977 (15 km) – 2. miejsce
7. Lahti – 24 lutego 1977 (15 km) – 3. miejsce
8. Ramsau – 18 stycznia 1978 (30 km) – 3. miejsce